# Bothriurus vachoni
Espèce
Bothriurus vachoni est une espèce de scorpions de la famille des Bothriuridae.

## Distribution
Cette espèce est endémique du Paraná au Brésil. Elle se rencontre vers Palmeira.

## Étymologie
Cette espèce est nommée en l'honneur de Max Vachon.

## Publication originale
- San Martín, 1968 : Bothriurus vachoni, n. sp. del Brasil (Scorpionida Bothriuridae). Acta Biologica Venezolana, vol. 6, no 2, p. 38-51.